# Stefan Kiedrzyński

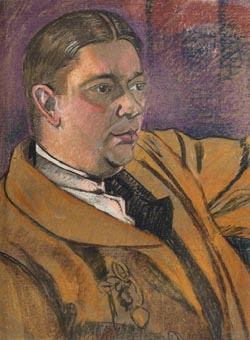
Gemalt von Witkacy

Stefan Kiedrzyński (* 1886 in Warschau, Weichselland (Russland); † 1943 bei Warka, Generalgouvernement) war ein polnischer Schriftsteller der Zeit des Zweiten Weltkriegs. Er schrieb insbesondere Theaterstücke und Romane.

## Leben
Kiedrzyński studierte an der Akademie der Bildenden Künste Warschau. Sein literarisches Debüt feierte er 1907 mit Chimera. Bereits 1914 wurde sein erstes Stück verfilmt. Den Ersten Weltkrieg verbrachte er in Paris, Sankt Petersburg und Minsk, bevor er sich in der Zweiten Polnischen Republik in Warschau niederließ. Er arbeitete mit der Tageszeitung Kurier Warszawski zusammen. Er schuf Komödien, satirische Stücke, Farcen, Sittenromane und Filmdrehbücher. In den 1930er Jahren erwarb er ein Landgut außerhalb von Warschau in Brwinów. In der Zwischenkriegszeit wurden zahlreiche seiner Stücke verfilmt. 1951 wurden seine Werke in der Volksrepublik Polen von der Zensur verboten.

## Werke
- 1907: Chimera
- 1909: Gniazdko
- 1909: Rozkosz życia
- 1911: Dzisiejsi
- 1914: Trujący kwiat
- 1919: Krzyk w nocy
- 1921: Uśmiech szatana
- 1926: Żona i nie żona (später verfilmt)
- 1930: Wino, kobieta i dancin
- 1930: Serce na ulicy
- 1930: Nie rzucaj mnie, madame
- 1933: Dzień upragniony
- 1934: Twarze bez masek
- 1937: Panna Coctail

## Filmografie (Auswahl)
- 1927: The Call of the Sea[2]
- 1928: Tajemnica starego rodu[3]
- 1939: Kłamstwo Krystyny[4]
- 1939: Żona i nie żona[5]

## Auszeichnungen
- 1938: Wawrzyn Akademicki in Gold